# شهر أباد (مهر أباد)
شهر أباد (بالفارسية: شهرآباد) هي قرية تقع في إيران في Mehrabad Rural District. يقدر عدد سكانها بـ 220 نسمة بحسب إحصاء 2016.